# Amerykańska Federacja Pracowników Stanowych, Hrabstw i Miejskich
Amerykańska Federacja Pracowników Stanowych, Hrabstw i Miejskich (ang. American Federation of State, County and Municipal Employees, AFSCME) – największy związek zawodowy pracowników sektora publicznego w Stanach Zjednoczonych. W 2021 należało do niego ponad 1 321 600 pracowników i emerytów, w tym pracowników ochrony zdrowia, funkcjonariuszy służby więziennej, pracowników sanitarnych, policjantów, strażaków i opiekunów dla dzieci.
AFSCME jest zrzeszony w centrali związkowej Amerykańskiej Federacji Pracy-Kongres Przemysłowych Związków Zawodowych (AFL-CIO).

## Historia
AFSCME powstało z Wisconsin State Employees Association (WSEA), które zostało założone w Madison, 1932 w celu reprezentowania około 50 pracowników służby cywilnej w Wisconsin. WSEA powstało ze względu na rosnące obawy przed zwolnieniami z przyczyn politycznych oraz możliwą likwidacją służby cywilnej i powrotem do stanowisk patronackich. Arnold Zander, stanowy administrator personalny Wisconsin, wyłonił się jako jeden z pierwszych liderów związku.
Od końca lat 60. AFSCME stał się jednym z najbardziej upolitycznionych związków zawodowych w AFL–CIO. Od 1972 AFSCME jest główną siłą w ramach lewicowego skrzydła Partii Demokratycznej, odgrywając ważną rolę w ustalaniu programu legislacyjnego i wyborze kandydatów Demokratów na prezydenta. W latach 90. AFSCME był największym darczyńcą kampanii Billa Clintona w USA.